# Ini Kamoze
Cecil Campbell (9 de octubre de 1957Saint Mary, Jamaica), más conocido por su nombre artístico Ini Kamoze, es un cantante jamaicano de música reggae. Conocido por su canción "Here Comes the Hotstepper" (1994) y que posteriormente llegó al número uno del Billboard Hot 100 de los Estados Unidos. También fue número uno en Australia y Nueva Zelanda, y número cuatro en el UK Singles Chart. Otra de sus canciones, "World A Music" (1984), fue sampleada en el himno de Reggae/hip-Hop "Welcome to Jamrock" (2005), de Damian Marley, hijo del famoso Bob Marley, y también por Alika junto a Nueva Alianza, en el tema Ejército, Despierta.

## Discografía
- Pirate (1984) - Mango Records
- Statement (1984) - Mango Records
- Ini Kamoze (1984) - Island Records
- Shocking Out (1988) - RAS Records
- 16 Vibes of Ini Kamoze (1992) - Sonic Sounds
- Here Comes the Hotstepper (1995) - Columbia/SME Records
- Lyrical Gangsta (1995) - East West America/Elektra Records
- Shocking Hours (1995) - Greensleeves Records
- Debut (2006) - 9 Sound Clik
- 51 50 Rule (2009) - 9 Sound Clik[4]